# Travee

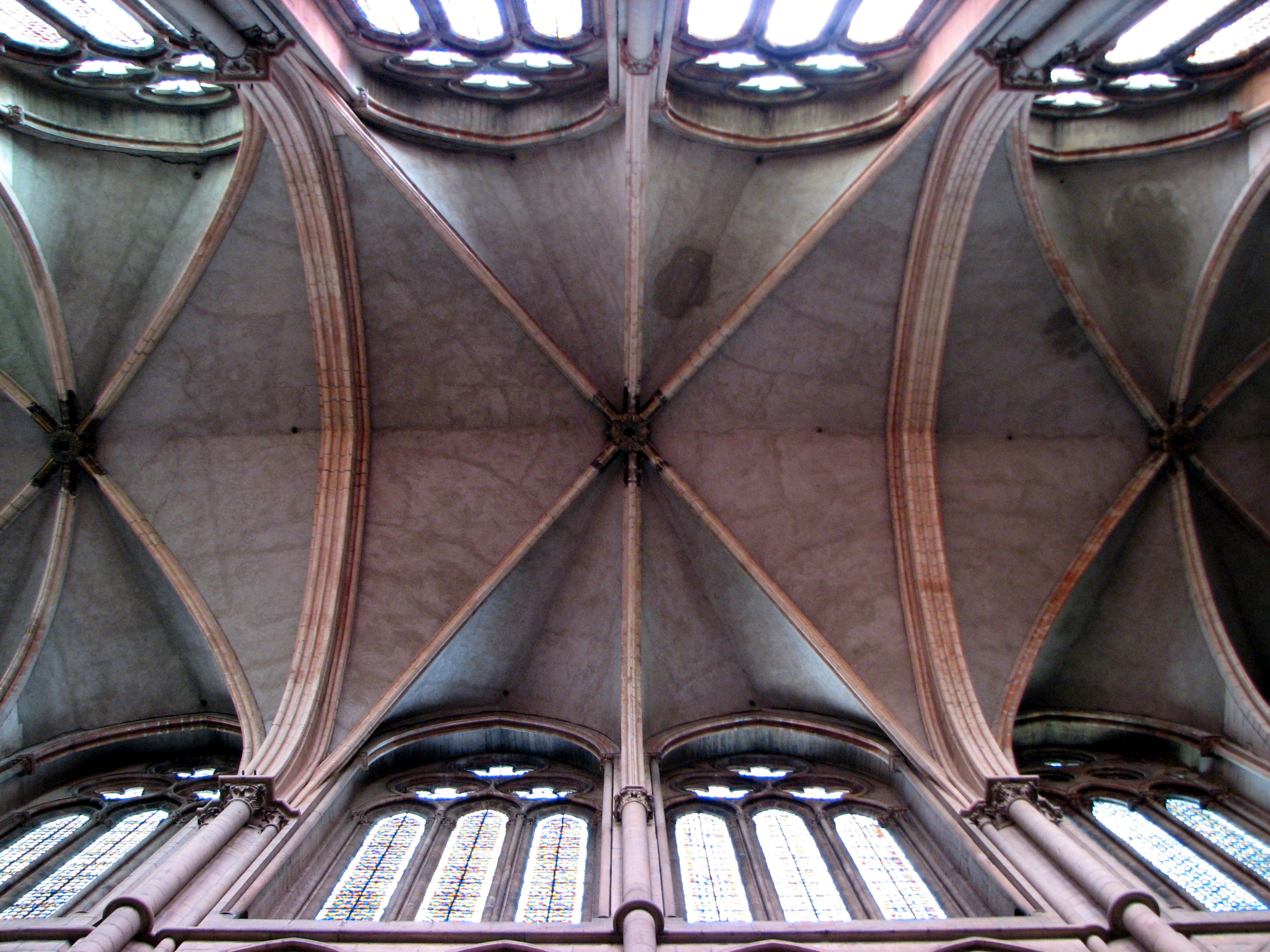
Travee din catedrala Saint-Jeandin din Lyon

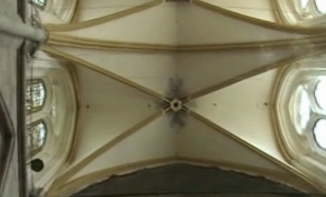
Travee din catedrala Saint-Étienne din Toul

Traveea (din franceză travée) a este o porțiune dintr-o construcție sau structură, (edificiu, pod, viaduct etc.) care cuprinde două puncte de sprijin (stâlpi, coloane, grinzi, pile etc.) și deschiderea dintre ele. 